# BORDER: CARNIVAL
『BORDER: CARNIVAL』（ボーダー: カーニバル）は、韓国の7人組男性アイドルグループであるENHYPENの2ndミニ・アルバムである。2021年4月26日にBelift、ジニーミュージック、Stone Music Entertainmentよりリリースされた。

## 音楽性
タイトル曲「Drunk-Dazed」は、本作のテーマを一番明確に表すトラックで、ロックな要素を加味したポップ・ロック・ジャンルの楽曲となっている。生まれて初めて経験する世界を、規則が崩れて上下がひっくり返された混沌のカーニバルに例えたという。
最初のトラックである「Intro: The Invitation」は、本作の始まりを告げる楽曲で、デビューという境界を越えて、新しい世界に入城するグループを表現した。サイケデリックサウンドで新しい世界の幕を開くような感じを演出した。
モダンなポップR&Bジャンルの「FEVER」は、相手に対する切ない気持ちを込めた歌で、官能的な歌詞とシンプルな曲の構成が調和して、ユニークな雰囲気にする。
「Not For Sale」は、すべてのものに代価を払うのが当然だという、最近の10代の世界観を映し出している。
「Mixed Up」は非対面が日常になった2021年、我々の生活に深く浸透しているオンラインの世界を題材にしている。
最後のトラック「Outro: The Wormhole」で今回のアルバムはもちろん、デビューアルバムから続いてきた「BORDER」シリーズの幕を閉めることになった。

## プロモーション
2021年3月15日、所属事務所であるBELIFT LABがNewsenとの取材を通じて「ENHYPENが4月末のカムバックを目標に準備中だ」と公式コメントを伝えた。
4月5日、HYBE LABELSのYouTube公式チャンネルで本作のティザー映像「Intro: The Invitation」が公開された。クラシカルな雰囲気だった前作から一変し、華やかな城と仮面舞踏会、見知らぬ世界に招待された少年などが登場する、サイケな世界観を打ち出した映像が展開されている。同日、公式SNSを通じて本作ののプロモーションカレンダーが公開された。7日、「HYPE」バージョンのコンセプトが公開された。プライベートパーティーに招待された7人のメンバーたちの姿が盛り込まれており、7つの個別映像と1つのグループ映像、19枚のイメージなどで構成されている。
8日、5日午前11時に予約販売が開始された本作が、3日目の7日基準で、注文件数が37万枚を突破したと発表された。類似の期間を比べた場合、昨年11月に発売されたデビューアルバム「BORDER: DAY ONE」の先行注文量の2.5倍の規模となった。さらにデビューアルバムの場合、先行注文量30万枚突破に20日を要したが、本作は3日目に37万枚という記録を獲得した。
9日、「DOWN」バージョンのムードボードが公開され、10日には関連映像と写真が公開された。明度と色の対比がはっきりしている照明下で、上下が転覆したような世の中と混乱する都市を歩き回る自由奔放さが演出されている。メンバー別の個人映像やムードボード、2つの雰囲気の個別写真、ユニットカット、集合写真などで構成されている。
10日、注文件数が5日目の9日に40万枚を突破したと発表された。
12日、「UP」バージョンのムードボードが公開され、メンバー別の映像、コンセプトイメージ26枚が順次公開された。宮殿を背景に仮面舞踏会に招待された少年に扮したメンバーが映し出されている。16日、本作のトラックリストが公開された。本作はイントロとアウトロを含めて計6曲が収録される。「Drunk-Dazed」の他に、イントロトラックビデオを通じて先行公開された「Intro: The Invitation」「FEVER」「Not For Sale」「Mixed Up」「The Wormhole」が収録される。19日、プレビュー映像が公開された。収録曲のハイライトパートが収められている。22日、タイトル曲「Drunk-Dazed」のミュージックビデオ予告映像が公開された。
23日、注文件数が45万枚を突破したと発表された。
24日、タイトル曲「Drunk-Dazed」のミュージックビデオ予告映像第2弾が公開された。
発売日当日の26日、「Drunk-Dazed」のミュージックビデオが公開された。『I-LAND』に出演したケイとウィジュが登場し、2人の特別出演に公開直後から話題を集めた。5月1日、公式YouTubeチャンネルで新曲「Drunk-Dazed」のダンス映像が公開された。3日には、「Drunk-Dazed」のミュージックビデオのコレオグラフィバージョンが公開された。

## パッケージ
- CD: UP, HYPE, DOWN各形態ごと1種
- フォトブック: UP, HYPE, DOWN各形態ごと1種、190 × 190 (mm) / 100ページ
- リリックブック: UP, HYPE, DOWN各形態ごと1種、100 × 140 (mm) / 16Pページ
- フォトカード: UP, HYPE, DOWN各形態ごと15種 (個人14種+団体1種) 、ランダム2種封入 / 54 × 86 (mm)
- レンチキュラーカード: UP, HYPE, DOWN各形態ごと7種、ランダム1種封入 / 54× 86 (mm)
- カーニバルチケット: UP, HYPE, DOWN各形態ごと1種 / 150 × 70 (mm)
- ステッカー: UP, HYPE, DOWN各形態ごと1種 / 75 × 75 (mm)
- ポスター: UP, HYPE, DOWN各形態ごと1種 / 760 × 520 (mm)[33]

## 収録曲
| #         | タイトル                  | 作詞・作曲 | プロデューサー          | 時間  |
| --------- | ------------------------- | --- | ----------------------- | ----- |
| 1.        | 「Intro: The Invitation」 | Wonderkid, CA$HCOW | Wonderkid, CA$HCOW      | 2:10  |
| 2.        | 「Drunk-Dazed」           | Wonderkid, LIL 27 CLUB, "hitman" bang, Melanie Joy Fontana, Michel "Lindgren" Schulz                                          | Wonderkid, "hitman"bang | 3:13  |
| 3.        | 「FEVER」                 | Wonderkid, CA$HCOW, Moa Anna Carlebecker（Cazzi Opeia）, Alex Karlsson, danke, 1월 8일, "hitman"bang                          | Wonderkid, CA$HCOW      | 2:52  |
| 4.        | 「Not For Sale」          | Wyatt Sanders, Sermstyle, Jake Torrey, "hitman"bang, Danke, 강은정                                                            | WYATT, Sermstyle        | 3:01  |
| 5.        | 「Mixed Up」              | Wonderkid, 신쿵, Moa Anna Carlebecker（Cazzi Opeia）, Alex Karlsson, 이스란, 이이진, Denzil Remedios, 강은정, 1월 8일, 조윤경 | Wonderkid, 신쿵         | 3:03  |
| 6.        | 「Outro: The Wormhole」   | Wonderkid | Wonderkid               | 1:34  |
| 合計時間: | 合計時間:                 | 合計時間: | 合計時間:               | 15:53 |

## チャート
アルバム売上集計サイトのHANTEOチャート基準で、発売当日のみで319,073枚の売上を記録した。また、同日にHANTEOチャートのデイリーチャート1位、ガオンチャートのデイリーリテールアルバムチャート部門でトップを獲得した。
iTunesでは、4月27日（午前7時時点）に日本、台湾、メキシコ、ロシア、インド、フィリピンなど、世界26の国と地域の「トップアルバム」チャート1位を獲得した。タイトル曲「Drunk-Dazed」はコロンビア、インドネシア、マレーシア、シンガポール、タイなど世界14の国と地域の「トップソング」チャートで1位を獲得した。
Billboard JAPANでは、5月5日公開（集計期間: 4月26日 - 5月2日）の週間アルバム・セールス・チャート“Top Albums Sales”で、当週75,729枚を売り上げて首位を獲得した。
オリコンでは、4月30日付アルバムデイリーチャート1位を獲得した。5月10日付週間アルバムランキングでは、自己最高初週売上となる8.3万枚で自身初の初登場1位を獲得した。

### 各国のチャート成績
- エードライ・オーストリア・トップ40（オーストリア） - 24位[42]
- ウルトラトップ・フランダース（ベルギー） - 17位[43]
- ウルトラトップ・ワロン（ベルギー） - 44位[44]
- アルバム・トップ100（英語版）（オランダ） - 26位[45]
- スオメン・ヴィラリネン・リスタ（フィンランド） - 14位[46]
- メディア コントロール チャート（英語版）（ドイツ） - 26位[47]
- マハーズ（ハンガリー） - 19位[48]
- イタリア音楽産業協会（イタリア） - 47位[49]
- オリコン週間（日本） - 1位[50]
- Billboard JAPAN（日本） - 1位
- ポーランド共和国フォノグラフィック・インダストリー協会（英語版）（ポーランド） - 28位[51]
- ガオンアルバムチャート（英語版）（韓国） - 1位[52]
- シュヴァイツァー・ヒットパラーデ（スイス） - 64位[53]
- Billboard 200（アメリカ） - 18位[54]
- ビルボード・ワールドアルバム（アメリカ） - 1位[55]

## 栄誉
| 受賞曲      | プログラム         | 放送局  | 受賞日       | 脚注   |
| ----------- | ------------------ | ------- | ------------ | ------ |
| Drunk-Dazed | THE SHOW           | SBS MTV | 2021年5月4日 | [ 56 ] |
| Drunk-Dazed | SHOW CHAMPION      | MBC M   | 2021年5月5日 | [ 57 ] |
| Drunk-Dazed | ミュージックバンク | KBS     | 2021年5月7日 | [ 58 ] |

## 認定
| 地域                     | 認定       | 枚数     | 脚注   |
| ------------------------ | ---------- | -------- | ------ |
| 日本レコード協会（日本） | ゴールド   | 100,000^ | [ 59 ] |
| ガオンチャート（韓国）   | プラチナ×2 | 664,780  | [ 52 ] |